# Umberto Bottazzini
Umberto Bottazzini (Viadana, 1947) est un mathématicien italien. 
Il s'est principalement intéressé à l'histoire des mathématiques et des sciences, et à leur diffusion.

## Carrière
Il est diplômé en mathématiques à l'Université de Milan, il est professeur agrégé de mathématiques complémentaires au Département de Mathématiques de l'Université de Calabre de 1977 à 1979, quand il part pour le même poste, à l'Université de Bologne et y reste jusqu'en 1990, l'année où il obtient le poste de professeur au Département de Mathématiques et d'Informatique de l'Université de Palerme, où il reste jusqu'en 2004. De 2002 à 2006, il est professeur d'histoire des sciences à l'École internationale supérieure d'études avancées (SISSA) de Trieste (avec laquelle il collabore toujours), alors que, de 2003 à 2004, il enseigne également à l'Université Vie-Santé Saint-Raphaël de Milan. Depuis 2004, il est professeur de mathématiques au Département de Mathématiques ”Guido Castelnuovo“ de l'Université de Milan.

## Prix et distinctions
Il est professeur invité dans plusieurs universités et institutions scientifiques dans des pays étrangers. Il est membre de plusieurs sociétés scientifiques, aussi bien italienne qu'internationale, il est membre du comité scientifique et de rédaction de conventions, de conférences, de maisons d'édition et d'édition de magazines, à la fois italienne et étrangère. Il a donné de nombreuses conférences internationales et de conférences nationales. Fellow de l'American Mathematical Society (AMS) en 2015, a remporté le prestigieux Prix Albert Leon Whiteman, le plus important prix commémoratif en histoire des mathématiques, décerné par l'American Mathematical Society, « pour ses nombreux travaux en Histoire des mathématiques, en particulier sur l'émergence des mathématiques modernes en Italie et sur le développement de l'analyse au 19e siècle et au début du 20e siècle ».
Bottazzini est notamment depuis 1993 membre correspondant de l'Académie Internationale d'Histoire des Sciences. En 2002 il est conférencier invité au congrès international des mathématiciens (ICM) à Pékin, avec une conférence intitulée "Algebraic truths" vs. "geometric fantasies": Weierstrass´ response to Riemann.
Il est l'un des principaux experts internationaux de l'histoire et des fondements des mathématiques et des sciences.

## Publications
- Numeri. Raccontare la matematica, Società editrice il Mulino, Bologne, en 2015.
- Hidden Harmony - Geometric Fantasies. The Rise of Complex Function Theory (avec Jeremy Gray), Springer-Verlag, New York, 2013.
- La patria ci vuole eroi. Matematici e vita politica nell'Italia del Risorgimento (avec Pietro Nastasi), Zanichelli Editore, Bologne, 2013.
- Guido Castelnuovo, Travaux mathématiques. Souvenirs et Notes, édité par Edoardo Vesentini, Enrico Arbarello, Umberto Bottazzini, Maurizio Cornalba, et Paola Gario, vol. (2002), vol. II (2003), vol. III (2004), vol. IV (2007), Publications éditées par l'Accademia Nazionale dei Lincei, Rome, de 2002 à 2007.
- Il flauto di Hilbert. Storia della matematica moderna e contemporanea, UTET, Turin, 2003 (2009 Édition anglaise Hilbert's Flute: The History of Modern Mathematics par Elena Marchisotto, Springer-Verlag).
- Le costruzioni della mente (avec Elena Di Bella), McGraw-Hill Education, Milan, 2002.
- Changing Images in Mathematics. From the French Revolution to the New Millenium (Édité par Umberto Bottazzini, Amy Dahan Dalmedico), Routledge, Londres, 2001.
- La serva padrona. Fascino e potere della matematica (avec Edoardo Boncinelli), Raffaello Cortina Editore, Milan, 2000.
- Poincaré, coll: "I grandi della scienza", Quaderni de "Sciences", Milano, 1999 (traduction française en 2002; traduction allemande en 2013).
- Riposte armonie. Lettres de Federigo Enriques à Guido Castelnuovo, édité par Umberto Bottazzini, Alberto Conte, et Paola Gario, Bollati Boringhieri Editore, Turin, 1996.
- Va' pensiero. Images des mathématiques dans l'Italie du Xixe siècle, Società editrice Il Mulino, Bologna, 1994.
- Fonti per la storia della matematica (avec Paolo Freguglia, et Laura Toti Rigatelli), G. C. Sansoni, Florence, 1992.
- Il calcolo sublime. Storia dell'analisi matematica da Euler a Weierstrass, Boringhieri Editore, Turin, 1981 (1986 Édition anglaise par Springer-Verlag).